# Memorias del calavero
Memorias del calavero es una película dramática colombiana estrenada el 6 de noviembre de 2014, dirigida y escrita por Rubén Mendoza y protagonizada por Antonio Reyes, Luis Corredor y Edson Velandia. La cinta ha participado en varios reconocidos eventos, como el Festival Internacional de Cine de Cartagena, el Festival de Cine de La Habana y el Festival de Cine Colombiano de Medellín.

## Argumento
Narra la historia del viaje de regreso de un anciano conocido como "El Cucho" a su tierra natal, donde es perseguido por las autoridades, que busca redimirse.